# Zoltán Berkes (hokej na travi)
Zoltán Berkes (Hilversum, Nizozemska, 1. listopada 1916. – Budimpešta, 16. travnja 1996.), je bivši mađarski hokejaš na travi.
Na hokejaškom turniru na Olimpijskim igrama 1936. u Berlinu je igrao za Mađarsku. Mađarska je ispala u 1. krugu, s jednom pobjedom i dva poraza je bila predzadnja, treća u skupini "A". Odigrao je jedan susret na mjestu napadača.
Te 1936. je igrao za klub Magyar Athlétikai Club.

## Vanjske poveznice
- Profil na Sports Reference.com  Arhivirana inačica izvorne stranice od 18. travnja 2020. (Wayback Machine)
- Mađarski olimpijski odbor  Arhivirana inačica izvorne stranice od 10. kolovoza 2011. (Wayback Machine) Profil